# WTA Tour Championships 2011

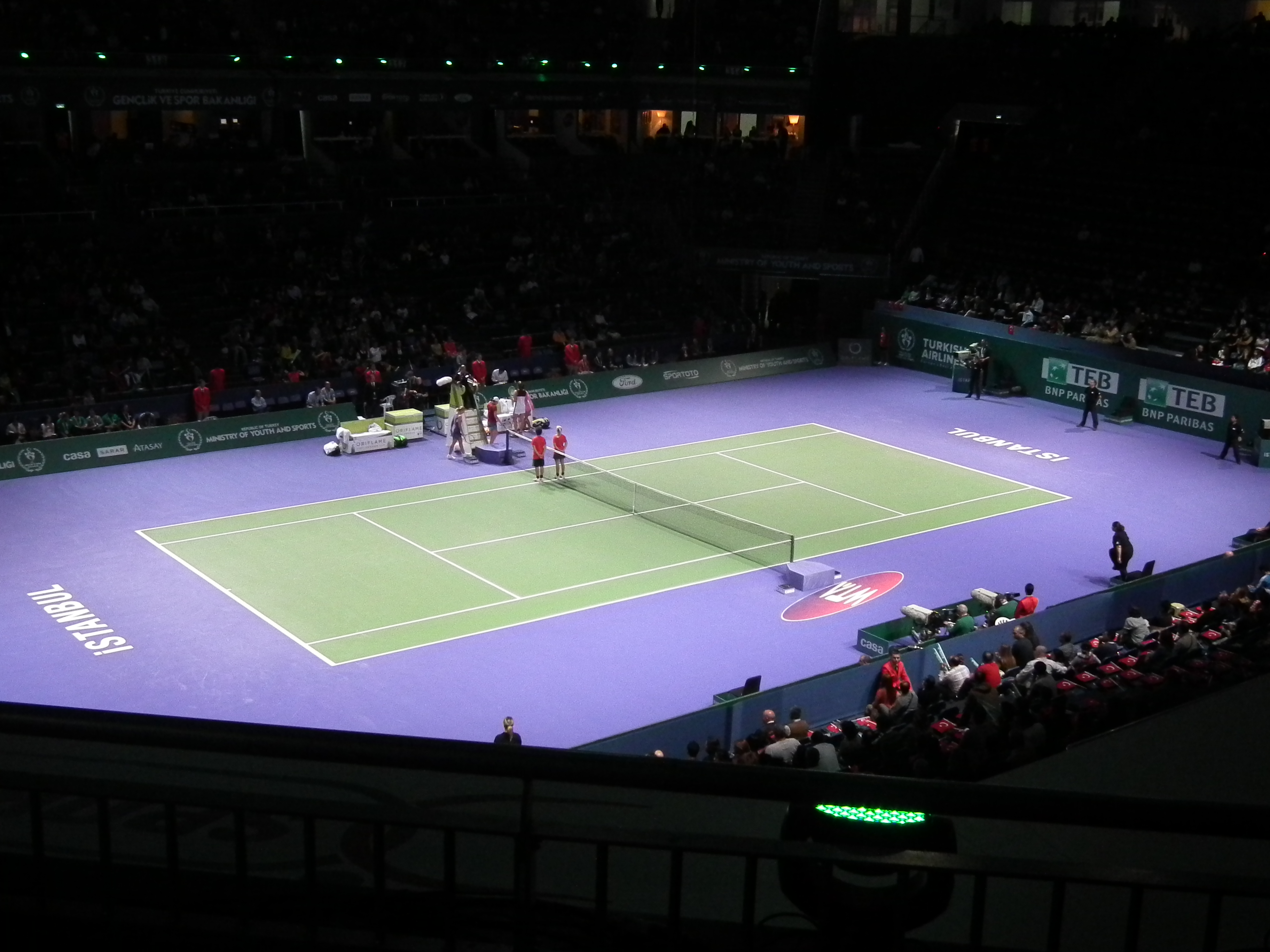
Durante el torneo asistieron 70.824 fanáticos, la mayor cantidad en 12 años.

El WTA Tour Championships 2011 (también conocido por razones de patrocinio como 2011 TEB-BNP Paribas WTA Championships.) fue la primera edición del Masters Femenino de Tenis que se disputó en Estambul, Turquía desde el 25 al 30 de octubre de 2011. Fue la edición 41.ª para el evento en individuales y la edición 36ª para el evento de dobles. Como todos los años, este evento fue el punto culminate del circuito WTA Tour 2011. Participaron las 8 mejores jugadoras de la temporada en el cuadro de singles y las 4 mejores parejas en el cuadro de dobles.

## Torneo
El WTA Championships 2011 tuvo lugar en el Sinan Erdem Dome del 25 al 30 de octubre de 2011. Dentro del cuadro de individuales, las jugadoras se dividieron en dos grupos que se enfrentaron entre sí en formato round robin o todas contra todas (cada jugadora jugó tres partidos). Las dos mejores jugadoras de cada grupo pasaron a las semifinales donde se eliminaron de forma directa la ganadoras con las finalistas del grupo opuesto. La competición de dobles fue por eliminación directa entre las cuatro parejas participantes.

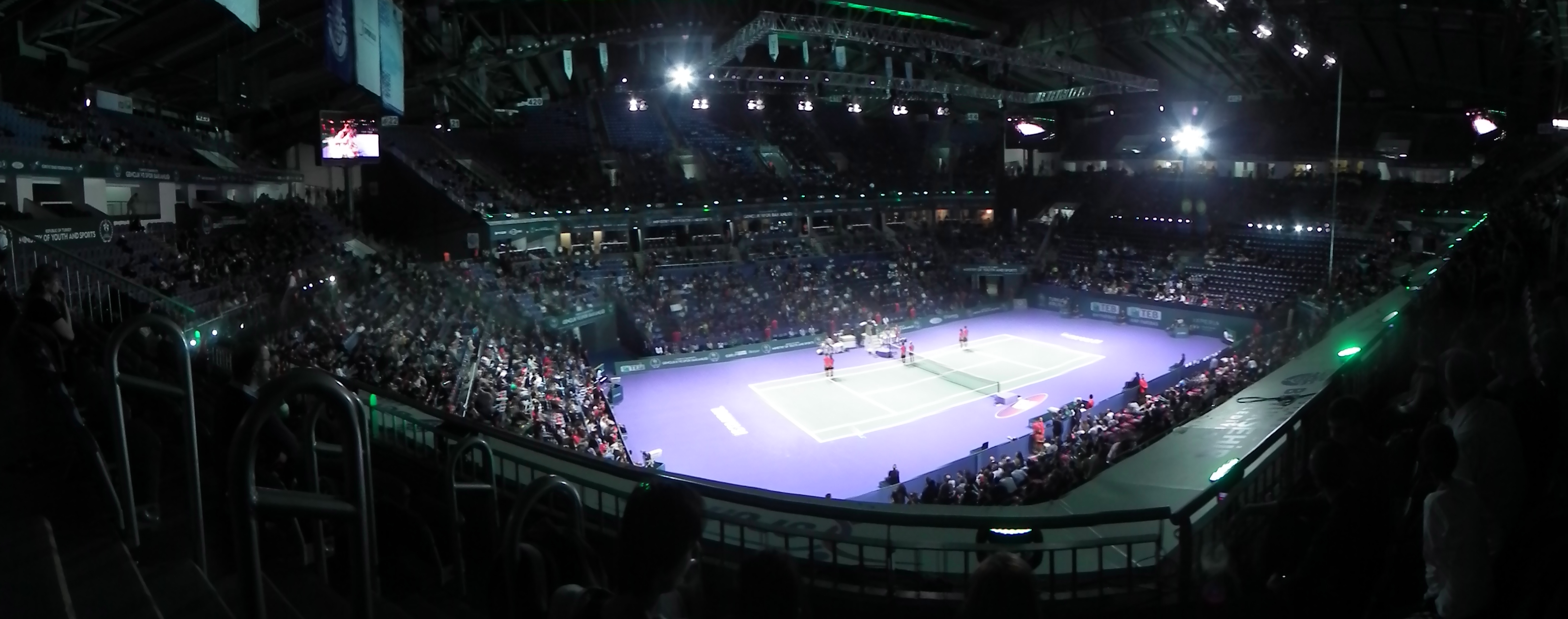
El Sinan Erdem Dome recibió al WTA Championships por primera vez en 2011.

## Premios & Puntos
El premio en efectivo del torneo fue de 4,9 millones de dólares estadounidenses., mientras que puntuación para el ranking se la distribuyó de la siguiente manera, como indica la siguiente tabla:
| Ubicación                 | Individuales     | Dobles1  | Puntos 3  |
| ------------------------- | ---------------- | -------- | --------- |
| Campeona                  | RR4 + $1,295,000 | $375,000 | RR4 + 810 |
| Finalista                 | RR4 + $435,000   | $187,500 | RR4 + 360 |
| Semifinalistas            | RR4 + $35,000    | $93,7502 | RR4       |
| Round Robin (3 victorias) | $455,000         | –        | 690       |
| Round Robin (2 victorias) | $340,000         | –        | 530       |
| Round Robin (1 victoria)  | $225,000         | –        | 370       |
| Round Robin (0 victorias) | $110,000         | –        | 210       |
| Suplentes                 | $50,000          | –        |           |

- 1 Premio para dobles fue por pareja.
- 2 Premio es para los dobles semifinalistas.
- 3 por cada partido jugado en el round robin la jugadora obtuvo 70 puntos y por cada victoria 160 puntos adicionales
- 4 RR significa dinero o puntos ganados en el Round Robin.

## Jugadoras Clasificadas

### Individuales
| Carrera Individuales (24 de octubre de 2011) | Carrera Individuales (24 de octubre de 2011) | Carrera Individuales (24 de octubre de 2011) | Carrera Individuales (24 de octubre de 2011) | Carrera Individuales (24 de octubre de 2011) | Carrera Individuales (24 de octubre de 2011) |
| Ranking actual                               | Jugadora                                     | Puntos para clasificar                       | Puntos                                       | Tours                                        | Fecha de clasificación                       |
| -------------------------------------------- | -------------------------------------------- | -------------------------------------------- | -------------------------------------------- | -------------------------------------------- | -------------------------------------------- |
| 1                                            | Caroline Wozniacki                           | 7,175                                        | 7,395                                        | 21                                           | 5 de septiembre                              |
| 2                                            | María Sharápova                              | 6,145                                        | 6,370                                        | 14                                           | 5 de septiembre                              |
| 3                                            | Petra Kvitova                                | 5,687                                        | 5,970                                        | 18                                           | 1 de octubre                                 |
| 4                                            | Victoria Azarenka                            | 5,451                                        | 5,750                                        | 20                                           | 1 de octubre                                 |
| 5                                            | Li Na                                        | 5,347                                        | 5,351                                        | 17                                           | 5 de octubre                                 |
| 6                                            | Vera Zvonareva                               | 5,195                                        | 5,190                                        | 21                                           | 9 de octubre                                 |
| 7                                            | Samantha Stosur                              | 4,975                                        | 5,115                                        | 20                                           | 9 de octubre                                 |
| 8                                            | Agnieszka Radwańska                          | 4,940                                        | 4,940                                        | 19                                           | 21 de octubre                                |
| 9                                            | Marion Bartoli                               | 4,610                                        | 4,610                                        | 27                                           | -                                            |
| 10                                           | Andrea Petkovic                              | 4,580                                        | 4,580                                        | 18                                           | -                                            |

| Jugadoras clasificadas |
| Jugadoras suplentes    |

El 5 de septiembre de 2011, Caroline Wozniacki y María Sharápova se convirtieron en las dos primeras jugadoras en clasificar al torneo.
Caroline Wozniacki tuvo un desempeño fuerte durante ese año, ganando en 6 torneos (Dubái, Indian Wells, Charleston, Bruselas, Copenhague, New Haven). Hizo semifinales en el Abierto de Australia y en el Abierto de Estados Unidos pero perdió en la tercera ronda del Roland Garros y en cuarta ronda de Wimbledon.

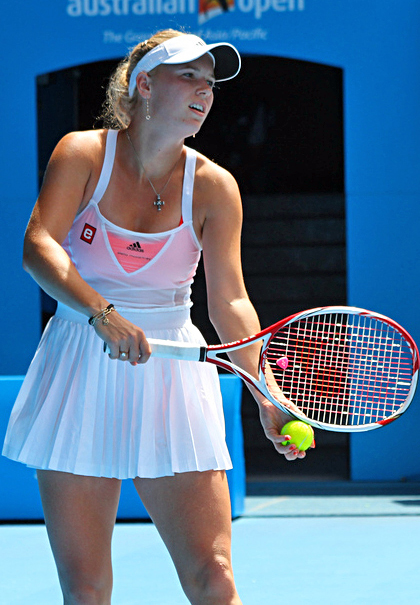
Caroline Wozniacki en el Abierto de Australia 2011

María Sharápova jugó de manera consistente en el año. Ganó en Roma y en Cincinnati, hizo semifinales en el Roland Garros y llegó a la final de Wimbledon (su primera final de Grand Slam desde 2008).
El 1 de octubre, después del Torneo de Tokio, Petra Kvitova y Victoria Azarenka clasificaron al torneo después de que ambas llegaran a instancia de semifinales en el torneo nipón.
Petra Kvitova logró 5 títulos en la temporada (todos en diferente superficie) en Brisbane, París, Madrid, Linz; y por supuesto su primer Grand Slam en Wimbledon, convirtiéndose en la primera campeona de Grand Slam nacida en los años 90. 

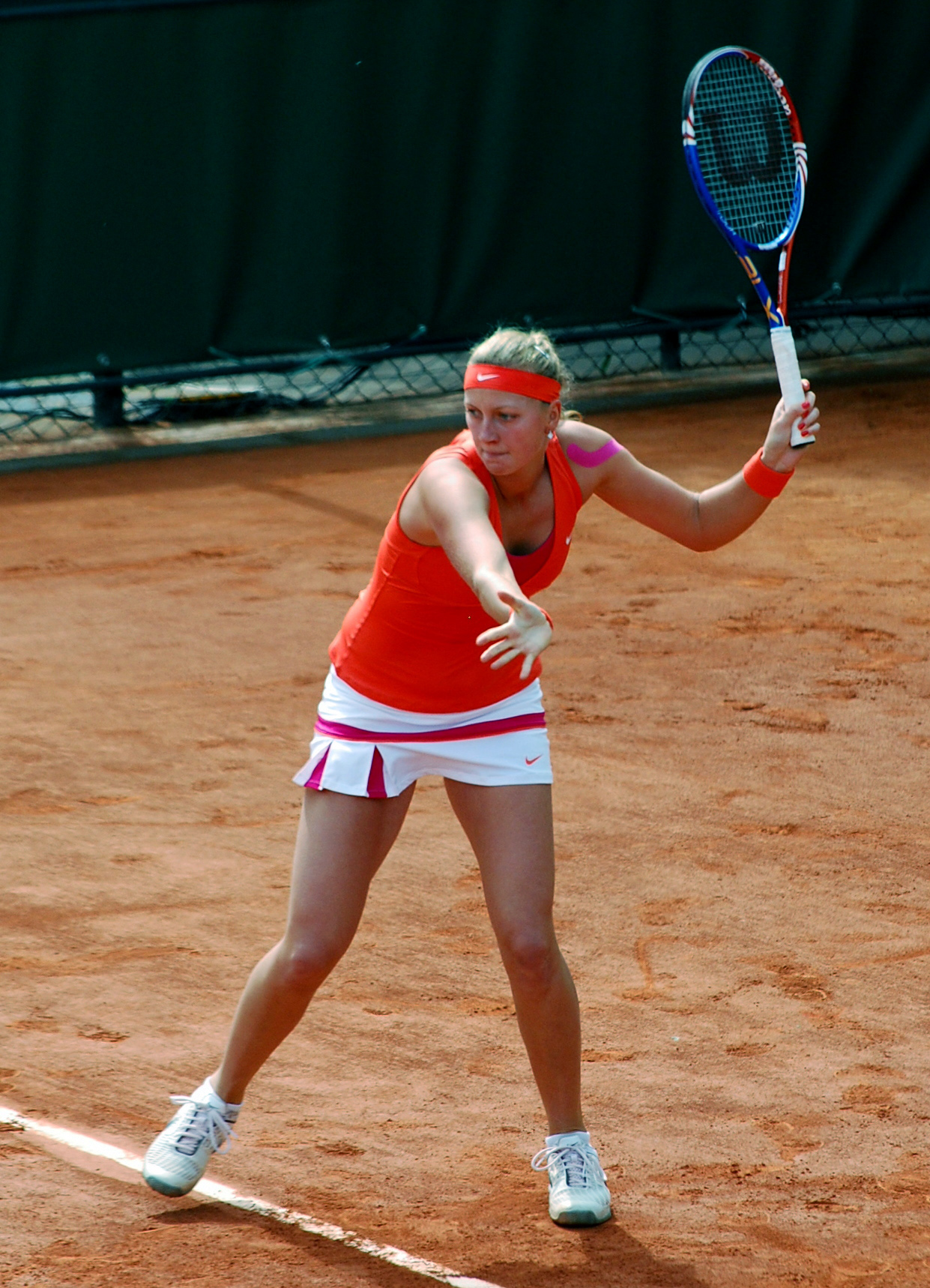
Petra Kvitová ganó su primer Grand Slam en Wimbledon

Victoria Azarenka llegó a jugar cuartos de final en Australia y Roland Garros; además de su primera semifinal de Grand Slam en Wimbledon. Consiguió tres títulos: en Miami y dos torneos menores en Marbella y Luxemburgo. 

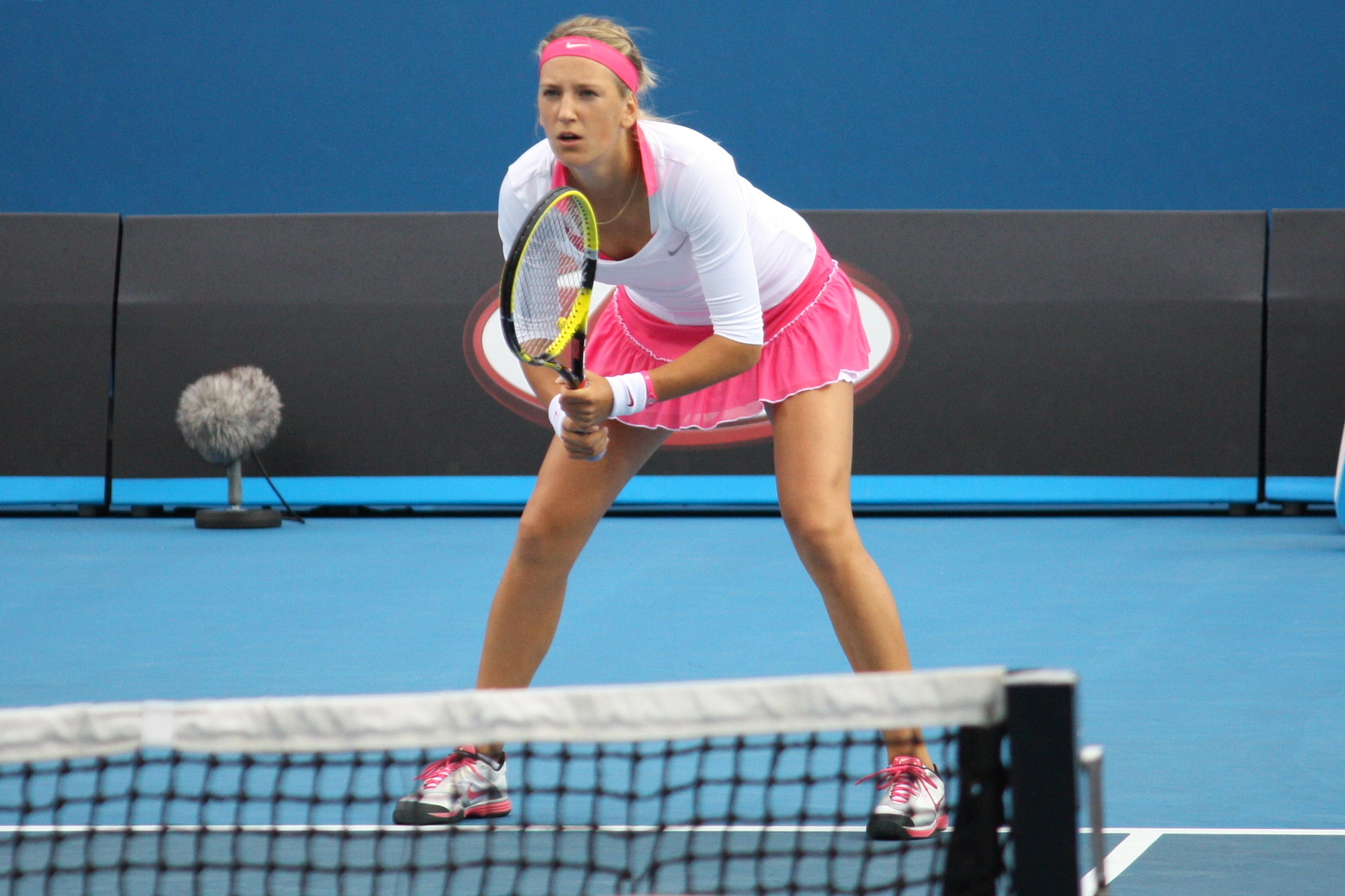
Victoria Azarenka ganó su segundo Masters de Miami.

El 5 de octubre durante el Torneo de Pekín se anunció la clasificación de la china Li Na al WTA Tour Championships en Estambul.
Li Na empezó de manera brillante la temporada, derrotando a Clijsters en la final de Sídney y alcanzado la final del Abierto Australiano por primera vez en su carrera. Después de una serie de altibajos, durante la temporada de polvo de ladrillo tuvo un gran desempeño llegando a las semifinales de Madrid y Roma; y ganado el Roland Garros, y así convirtiéndose en la primera tenista china en ganar un Grand Slam en individuales. 

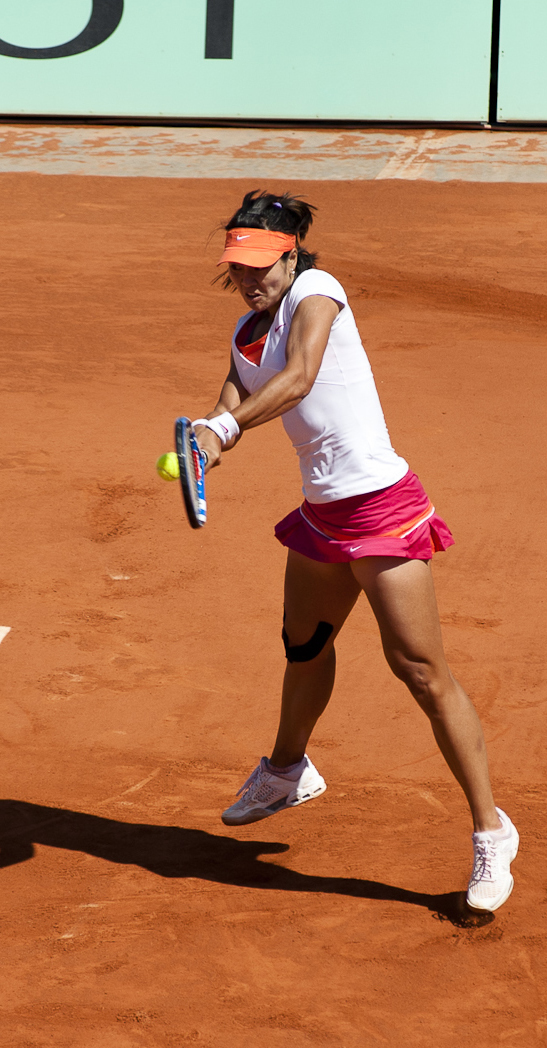
Li Na ganó su primer Grand Slam en Roland Garros

El 9 de octubre después del Torneo de Pekín se anunció la clasificación de Vera Zvonareva y Samantha Stosur.
El andar de Vera Zvonareva durante la temporada fue discreto, alcanzando las semifinales del Abierto Australiano y ganando dos títulos: Doha y Bakú. Fue la quinta vez que se clasificó al torneo, del cual destaca su mejor desempeño la final alcanzada en 2008.

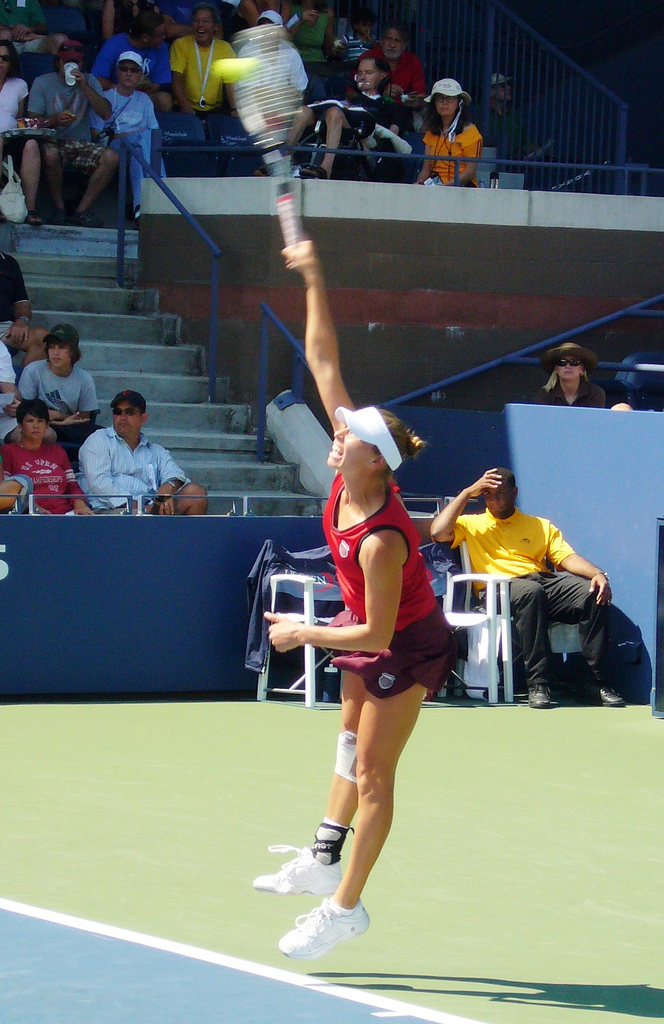
Vera Zvonareva alcanzó 13 cuartos de final

Samantha Stosur clasificó por segundo año consecutivo en este torneo. Durante la temporada jugó dos finales de Torneos WTA Premier: (Roma y Toronto). En septiembre alcanzó el  mayor logro de su carrera, ganando el Abierto de Estados Unidos; y así convirtiéndose en la primera australiana en ganar un Grand Slam en 31 años.

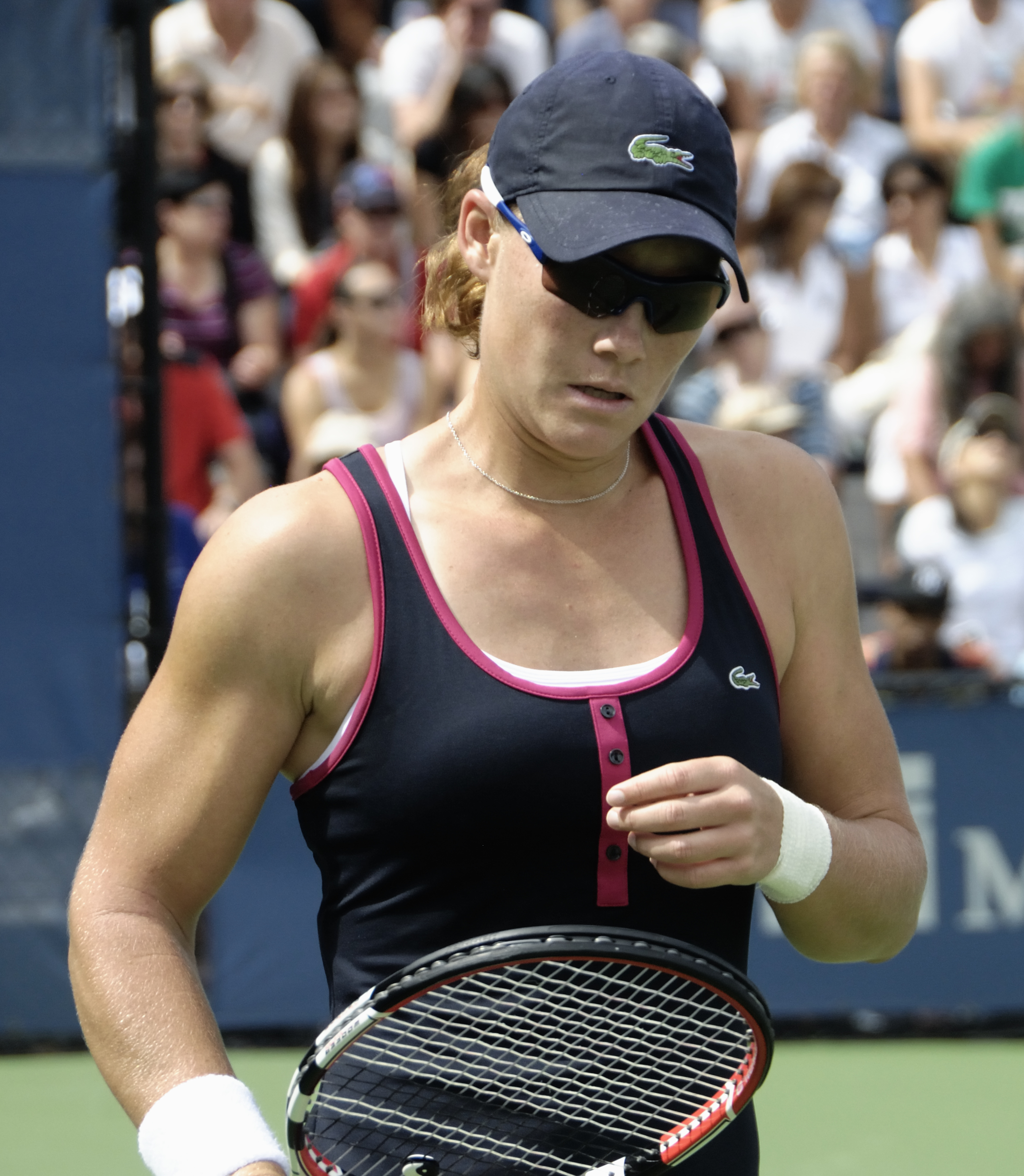
Samantha Stosur ganó su primer Grand Slam en el Abierto de Estados Unidos

El 21 de octubre la polaca Agnieszka Radwańska se convirtió en la última jugadora en clasificar al torneo.
Agnieszka Radwańska fue la única de las ocho clasificadas que no alcanzó una semifinal de Grand Slam durante la temporada. Sin embargo llegó a tres finales de Torneos WTA Premier, ganándolas todas y así acabando con una sequía de títulos de 3 años. Venció en San Diego y Tokio a Vera Zvonareva y en Pekín a Andrea Petkovic. Su mejor resultado en Grand Slam fue el cuartos de final en el Abierto de Australia. Fue la primera vez que logró una clasificación directa al Torneo de Maestras, ya que en las ediciones 2008 y 2009 estuvo como suplente.

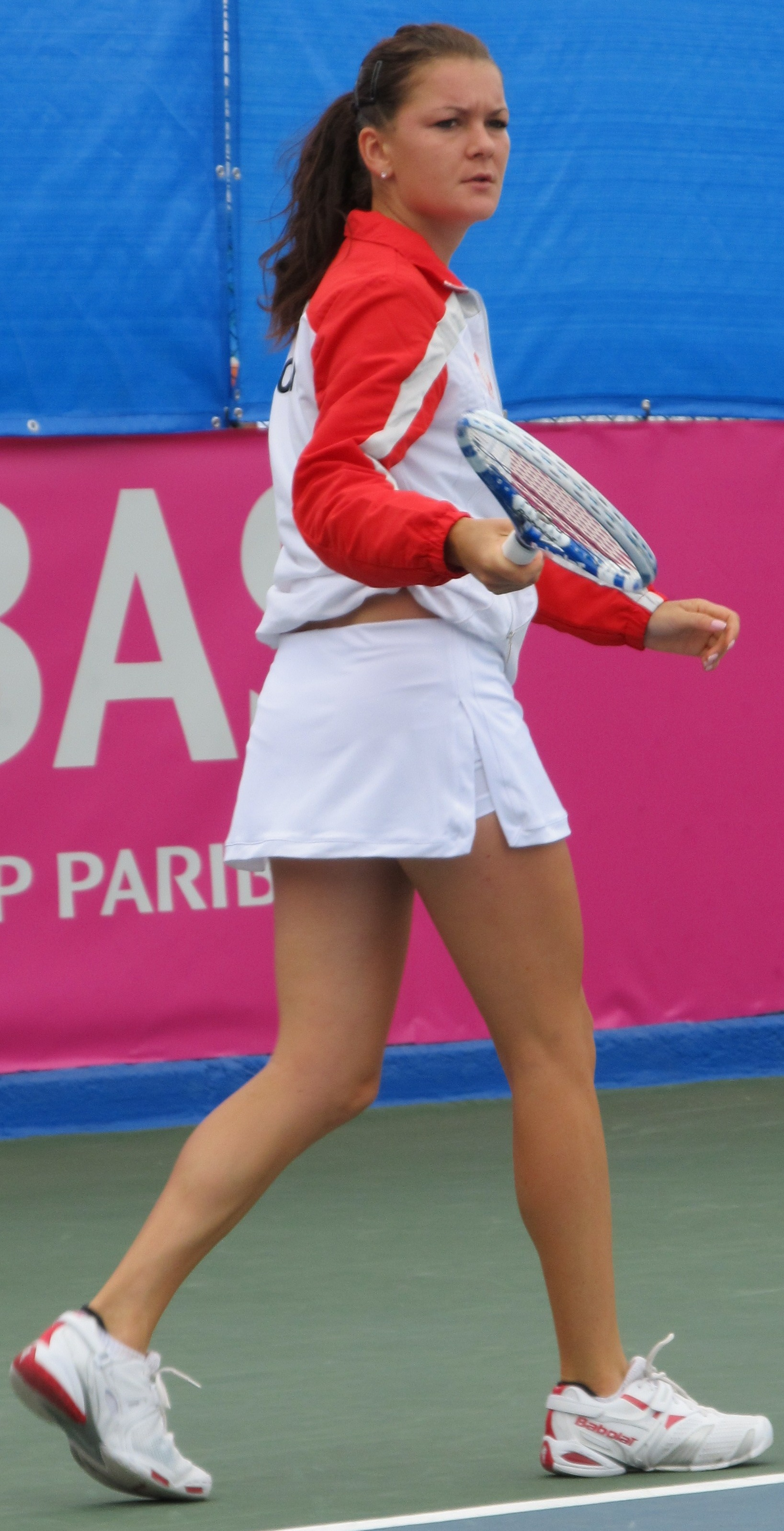
Agnieszka Radwańska clasifica por primera vez de forma directa

### Dobles
| Carrera WTA de Dobles (al 24 de octubre de 2011) | Carrera WTA de Dobles (al 24 de octubre de 2011) | Carrera WTA de Dobles (al 24 de octubre de 2011) | Carrera WTA de Dobles (al 24 de octubre de 2011) | Carrera WTA de Dobles (al 24 de octubre de 2011) | Carrera WTA de Dobles (al 24 de octubre de 2011) |
| Ranking actual                                   | Jugadoras                                        | Puntos para clasificar                           | Puntos                                           | Tours                                            | Fecha de clasificación                           |
| ------------------------------------------------ | ------------------------------------------------ | ------------------------------------------------ | ------------------------------------------------ | ------------------------------------------------ | ------------------------------------------------ |
| 1                                                | Květa Peschke Katarina Srebotnik                 | 8,291                                            | 9,411                                            | 20                                               | 5 de septiembre                                  |
| 2                                                | Liezel Huber Lisa Raymond                        | 6,423                                            | 6,773                                            | 15                                               | 1 de octubre                                     |
| 3                                                | Vania King Yaroslava Shvedova                    | 5,730                                            | 6,200                                            | 12                                               | 16 de octubre                                    |
| 4                                                | Gisela Dulko Flavia Pennetta                     | 5,776                                            | 5,776                                            | 14                                               | 11 de octubre                                    |
| 5                                                | Victoria Azarenka Maria Kirilenko                | 5,490                                            | 5,490                                            | 10                                               | -                                                |

| Jugadoras clasificadas |
| Jugadoras suplentes    |

El 5 de septiembre, Květa Peschke y Katarina Srebotnik se convirtieron en la primera pareja en clasificar al torneo.
Květa Peschke y Katarina Srebotnik jugaron 8 finales en la temporada destacando su temporada exitosa sobre hierba ganando en Eastbourne y Wimbledon, su primer Grand Slam como pareja. Su victoria en este último las elevó a la cima del ranking de dobles por primera vez en sus carreras.
El 1 de octubre las estadounidenses Liezel Huber y Lisa Raymond se convirtieron en la segunda pareja en clasificar al torneo.
Liezel Huber y Lisa Raymond empezaron a jugar juntas desde Charleston en abril. Desde entonces lograron importantes resultados; avanzaron a la semifinal del Roland Garros y a cuartos de final de Wimbledon. Posteriormente tuvieron un desempeño impecable en el verano estadounidense ganado Toronto y el Abierto de Estados Unidos. Iniciaron su gira asiática ganando en Tokio y es aquí donde obtuvieron su billete para participar en el Masters femenino de Estambul.
El 11 de octubre se anunció que Gisela Dulko y Flavia Pennetta eran las terceras clasificadas las Masters de Estambul 2011.
Gisela Dulko y Flavia Pennetta tuvieron un inicio formidable esta temporada, ganando su primer Grand Slam como pareja en el Abierto Australiano, además de alcanzar los cuartos de final en Roland Garros. Esta pareja era la campeona defensora del Masters Femenino (lo ganaron en Doha la pasada temporada) y entre las dos retuvieron el No. 1 del mundo en el ranking de dobles alrededor de ocho meses. La consolidación de su boleto a Estambul la obtuvieron durante la gira asiática, ya que avanzaron a la final de Tokio y Pekín.
El 16 de octubre se anunció después de la finalización del Torneo de Osaka la clasificación de la dupla de Vania King y Yaroslava Shvedova como la cuarta y última pareja en clasificar al Masters Femenino.
Vania King y Yaroslava Shvedova no tuvieron una temporada espectacular como en 2010, sin embargo la dupla kazaja-americana ganó el Masters de Cincinnati y la Kremlin Cup, además de jugar la final del Masters de Roma y el Torneo de Osaka. Perdieron la final del Abierto de Estados Unidos ante la pareja Huber/Raymond. Hay que tener en cuenta que Shvedova ganó con otra pareja en Washington y King llegó a la final del Torneo de Monterrey con otra compañera.

## Frente-a-Frente Jugadoras Clasificadas
A continuación se muestran los frente-a-frente entre las jugadoras clasificadas al momento de iniciar el torneo.
|   |                     | Wozniacki | Sharápova | Kvitová | Azarenka | Li  | Zvonareva | Stosur | Radwańska | Total | YTD W-L |
| 1 | Caroline Wozniacki  |           | 2–3       | 3–1     | 4–2      | 1–3 | 4–4       | 2–3    | 4–1       | 16–16 | 62–15   |
| 2 | María Sharápova     | 3–2       |           | 1–2     | 3–3      | 5–3 | 7–3       | 9–0    | 7–1       | 28–14 | 43–12   |
| 3 | Petra Kvitová       | 1–3       | 2–1       |         | 3–2      | 1–1 | 2–3       | 2–0    | 2–0       | 11–10 | 53–13   |
| 4 | Victoria Azarenka   | 2–4       | 3–3       | 2–3     |          | 1–4 | 3–6       | 4–0    | 5–3       | 15–20 | 52–15   |
| 5 | Li Na               | 3–1       | 3–5       | 1–1     | 4–1      |     | 3–4       | 0–5    | 2–2       | 12–15 | 31–15   |
| 6 | Vera Zvonareva      | 4–4       | 3–7       | 3–2     | 6–3      | 4–3 |           | 2–8    | 2–3       | 22–27 | 55–19   |
| 7 | Samantha Stosur     | 3–2       | 0–9       | 0–2     | 0–4      | 5–0 | 8–2       |        | 2–1       | 16–19 | 43–21   |
| 8 | Agnieszka Radwańska | 1–4       | 1–7       | 0–2     | 3–5      | 2–2 | 3–2       | 1–2    |           | 11–24 | 45–16   |

## Resultados individuales

### Fase de grupos

#### Grupo Rojo
| N.º | Jugadora            |
| --- | ------------------- |
| 1   | Caroline Wozniacki  |
| 3   | Petra Kvitova       |
| 6   | Vera Zvonareva      |
| 8   | Agnieszka Radwańska |

##### Posiciones
| #  | Jugador                 | Partidos ganados | Partidos perdidos | Sets ganados | Sets perdidos | Juegos ganados | Juegos perdidos | % juegos ganados |
| -- | ----------------------- | ---------------- | ----------------- | ------------ | ------------- | -------------- | --------------- | ---------------- |
| 1. | (3) Petra Kvitova       | 3                | 0                 | 6            | 0             | 37             | 21              | 63.79%           |
| 2. | (6) Vera Zvonareva      | 1                | 2                 | 3            | 5             | 35             | 37              | 48.61%           |
| 3. | (8) Agnieszka Radwańska | 1                | 2                 | 3            | 5             | 36             | 43              | 45.57%           |
| 4. | (1) Caroline Wozniacki  | 1                | 2                 | 3            | 5             | 34             | 41              | 45.33%           |

##### Resultados
| Fecha      | Hora¹ | Partido                | Partido | Partido                 | Resultado     |
| ---------- | ----- | ---------------------- | ------- | ----------------------- | ------------- |
| 25.10.2011 | 17:00 | (3) Petra Kvitova      | -       | (6) Vera Zvonareva      | 6–2, 6–4      |
| 25.10.2011 | 19:00 | (1) Caroline Wozniacki | -       | (8) Agnieszka Radwańska | 5–7, 6–2, 6–4 |
| 26.10.2011 | 21:00 | (1) Caroline Wozniacki | -       | (6) Vera Zvonareva      | 2–6, 6–4, 3–6 |
| 27.10.2011 | 19:00 | (1) Caroline Wozniacki | -       | (3) Petra Kvitova       | 6–4, 6–2      |
| 27.10.2011 | 21:00 | (6) Vera Zvonareva     | -       | (8) Agnieszka Radwańska | 6–1, 2–6, 5–7 |
| 28.10.2011 | 19:00 | (3) Petra Kvitova      | -       | (8) Agnieszka Radwańska | 7–6(7–4), 6–3 |

- (¹) -  Hora local de Estambul (UTC +3)

#### Grupo Blanco
| N.º   | Jugadora          |
| ----- | ----------------- |
| 2     | María Sharápova   |
| 4     | Victoria Azarenka |
| 5     | Li Na             |
| 7     | Samantha Stosur   |
| 9/ALT | Marion Bartoli    |

##### Posiciones
| #  | Jugador                 | Partidos ganados | Partidos perdidos | Sets ganados | Sets perdidos | Juegos ganados | Juegos perdidos | % juegos ganados |
| -- | ----------------------- | ---------------- | ----------------- | ------------ | ------------- | -------------- | --------------- | ---------------- |
| 1. | (4) Victoria Azarenka   | 2                | 1                 | 5            | 2             | 39             | 17              | 69.64%           |
| 2. | (7) Samantha Stosur     | 2                | 1                 | 4            | 2             | 29             | 19              | 60.42%           |
| 3. | (5) Li Na               | 1                | 2                 | 2            | 4             | 18             | 34              | 34.62%           |
| 4. | (9/ALT) Marion Bartoli¹ | 1                | 0                 | 2            | 1             | 17             | 15              | 53.12%           |
| 5. | (2) María Sharápova     | 0                | 2                 | 0            | 4             | 16             | 26              | 38.10%           |

- (¹) Marion Bartoli reemplazó a María Sharápova, quién se retiró después de su segundo partido debido a un esguince de tobillo.

##### Resultados
| Fecha      | Hora¹ | Partido                | Partido | Partido               | Resultado     |
| ---------- | ----- | ---------------------- | ------- | --------------------- | ------------- |
| 25.10.2011 | 22:00 | (2) María Sharápova    | -       | (7) Samantha Stosur   | 1–6, 5–7      |
| 26.10.2011 | 17:00 | (7) Samantha Stosur    | -       | (4) Victoria Azarenka | 2–6, 2–6      |
| 26.10.2011 | 19:00 | (2) María Sharápova    | -       | (5) Li Na             | 6–7(4–7), 4–6 |
| 27.10.2011 | 17:00 | (4) Victoria Azarenka  | -       | (5) Li Na             | 6–2, 6–2      |
| 28.10.2011 | 17:00 | (5) Li Na              | -       | (7) Samantha Stosur   | 1–6, 0–6      |
| 28.10.2011 | 21:00 | (9/ALT) Marion Bartoli | -       | (4) Victoria Azarenka | 5–7, 6–4, 6–4 |

- (¹) -  Hora local de Estambul (UTC +3)

### Fase final

#### Semifinales
| Fecha      | Hora¹ | Partido               | Partido | Partido             | Resultado     |
| ---------- | ----- | --------------------- | ------- | ------------------- | ------------- |
| 29.10.2011 | 15:00 | (3) Petra Kvitova     | -       | (7) Samantha Stosur | 5–7, 6–3, 6–3 |
| 29.10.2011 | 17:30 | (4) Victoria Azarenka | -       | (6) Vera Zvonareva  | 6–2, 6–3      |

- (¹) -  Hora local de Estambul (UTC +3)

#### Final
| Fecha      | Hora¹ | Partido           | Partido | Partido               | Resultado     |
| ---------- | ----- | ----------------- | ------- | --------------------- | ------------- |
| 30.10.2011 | 17:00 | (3) Petra Kvitova | -       | (4) Victoria Azarenka | 7–5, 4–6, 6–3 |

- (¹) -  Hora local de Estambul (UTC +3)

|  | Semifinales | Semifinales       | Semifinales | Semifinales       | Semifinales |   |   | Final         | Final | Final | Final | Final |  |
|  |             |                   |             |                   |             |   |   |               |       |       |       |       |  |
|  |             |                   |             |                   |             |   |   |               |       |       |       |       |  |
|  | 3           | Petra Kvitova     | 5           | 6                 | 6           |   |   |               |       |       |       |       |  |
|  | 3           | Petra Kvitova     | 5           | 6                 | 6           |   |   |               |       |       |       |       |  |
|  | 7           | Samantha Stosur   | 7           | 3                 | 3           |   |   |               |       |       |       |       |  |
|  | 7           | Samantha Stosur   | 7           | 3                 | 3           |   | 3 | Petra Kvitova | 7     | 4     | 6     |       |  |
|  |             |                   |             |                   |             |   | 3 | Petra Kvitova | 7     | 4     | 6     |       |  |
|  |             |                   | 4           | Victoria Azarenka | 5           | 6 | 3 |               |       |       |       |       |  |
|  | 6           | Vera Zvonareva    | 4           | Victoria Azarenka | 5           | 6 | 3 | 2             | 3     |       |       |       |  |
|  | 6           | Vera Zvonareva    |             |                   |             |   |   | 2             | 3     |       |       |       |  |
|  | 4           | Victoria Azarenka | 6           | 6                 |             |   |   |               |       |       |       |       |  |
|  | 4           | Victoria Azarenka | 6           | 6                 |             |   |   |               |       |       |       |       |  |
|  |             |                   |             |                   |             |   |   |               |       |       |       |       |  |

## Resultados Dobles

### Fase final

#### Semifinales
| Fecha      | Hora¹ | Partido                          | Partido | Partido                       | Resultado        |
| ---------- | ----- | -------------------------------- | ------- | ----------------------------- | ---------------- |
| 29.10.2011 | 13:00 | Květa Peschke Katarina Srebotnik | -       | Vania King Yaroslava Shvedova | 6–3, 6–4         |
| 29.10.2011 | 19:30 | Gisela Dulko Flavia Pennetta     | -       | Liezel Huber Lisa Raymond     | 6–4, 3–6, [7–10] |

- (¹) -  Hora local de Estambul (UTC +3)

#### Final
| Fecha      | Hora¹ | Partido                          | Partido | Partido                   | Resultado |
| ---------- | ----- | -------------------------------- | ------- | ------------------------- | --------- |
| 30.10.2011 | 14:30 | Květa Peschke Katarina Srebotnik | -       | Liezel Huber Lisa Raymond | 4–6, 4–6  |

- (¹) -  Hora local de Estambul (UTC +3)

|  | Semifinales | Semifinales                      | Semifinales | Semifinales               | Semifinales |   |                                  | Final | Final | Final | Final | Final |  |
|  |             |                                  |             |                           |             |   |                                  |       |       |       |       |       |  |
|  |             |                                  |             |                           |             |   |                                  |       |       |       |       |       |  |
|  | 1           | Květa Peschke Katarina Srebotnik | 6           | 6                         |             |   |                                  |       |       |       |       |       |  |
|  | 1           | Květa Peschke Katarina Srebotnik | 6           | 6                         |             |   |                                  |       |       |       |       |       |  |
|  | 3           | Vania King Yaroslava Shvedova    | 3           | 4                         |             |   |                                  |       |       |       |       |       |  |
|  | 3           | Vania King Yaroslava Shvedova    | 3           | 4                         |             | 1 | Květa Peschke Katarina Srebotnik | 4     | 4     |       |       |       |  |
|  |             |                                  |             |                           |             | 1 | Květa Peschke Katarina Srebotnik | 4     | 4     |       |       |       |  |
|  |             |                                  | 2           | Liezel Huber Lisa Raymond | 6           | 6 |                                  |       |       |       |       |       |  |
|  | 4           | Gisela Dulko Flavia Pennetta     | 2           | Liezel Huber Lisa Raymond | 6           | 6 | 6                                | 3     | [7]   |       |       |       |  |
|  | 4           | Gisela Dulko Flavia Pennetta     |             |                           |             |   | 6                                | 3     | [7]   |       |       |       |  |
|  | 2           | Liezel Huber Lisa Raymond        | 4           | 6                         | [10]        |   |                                  |       |       |       |       |       |  |
|  | 2           | Liezel Huber Lisa Raymond        | 4           | 6                         | [10]        |   |                                  |       |       |       |       |       |  |
|  |             |                                  |             |                           |             |   |                                  |       |       |       |       |       |  |